# Електомиографија спољашњег уретралног сфинктера
Електомиографија спољашњег уретралног сфинктера (ЕМГ СУС)  једна је од минимално инвазивни метода у урологији која се користи у циљу дијагностиковања истовремене контракције детрусора и спољашњег уретралног сфинктера (детрусор сфинкер дисинергија). Електромиограм који се добија овом методом може се прартити на осцилоскопу и/или забележити на папиру.

## Опште информације
Уродинамско тестирање је у великој мери унапредило  дијагностичке могућности за пацијенте са комплексном неурогеном дисфункцијом мокрачне бешике. Међутим, упркос годинама усавршавања техничких стандарда и препорука, уродинамика захтева индивидуалну интерпретацију засновану на искуству јер недостају јансо утврђени подаци о осетљивости и специфичности.
Дисинергија спољашњег сфинктера детрузора (ДЕСД) је дефинисана као: „контракција детрузора истовремено са невољном контракцијом уретралног и/или периуретралног пругастог мишића” [ 1 ] код пацијента са познатим неуролошким стањем. 
Дијагноза се поставља комбинацијом клиничке историје познате или потенцијалне лезије горњег мокрачног тракта, повећања визуелне или звучне електромиографије (жица или фластер), флуороскопске визуализације проширеног врата бешике и проксималне уретре до спољашњег уретралног сфинктера (ЕУС), или профил притиска уретре са прекидом протока (када је присутан) са повећаним притиском детрузора током прекида.

## Метода
С обзиром да је пласирање електроде у спољашњег уретралног сфинктера сложено и болно по пацијента, користи се мерење електромиографске (ЕМГ) активности са спољашњег аналног сфинктера (САС) који има заједничко ембрионално порекло и синхрону активност са спољашњим уретралним сфинктером. 
У ту сврху користи се неколико типова електрода: 
- иглена електрода која се пласира право у мишић,
- анална (ГПЛУГ) електрода која сакупља ЕМГ активност са веће површине сфинктера
- површне електроде које се пласирају на епителну површину што ближе мишићу који се испитује.

Да би ова метода имала практичну вредност дефинисани су нормални и абнормални електромиограми сфинктера и дефинисана је улога електромиографије сфинктера у уродинамским студијама.
Током мерења примећено је да електромиографска активност није увек у корелацији са отпором мокраћној цеви, већ се мора тумачити у вези са другим уродинамским параметрима, као што су притисци у мокраћној цеви, брзина протока мокраће и цистоуретрографија мокрења.
Важност сваког дијагностичког теста или параметра препуштена је индивидуалном лекару, а објављене студије се веома разликују у ЕМГ техници и извештавању. И поред ових мањкавости електромиографија сфинктера пружа вредне информације за дефинисање нервних путева укључених у мокрење и континенцију.